# おさる
おさる（1968年9月19日 - ）は、日本のお笑いタレント、書家、YouTuber。本名は大森 晃（おおもり あきら）。旧芸名はモンキッキー（Monkicky）。書家名は宇都鬼（ウッキー）。
大阪府摂津市出身。創価大学卒業。浅井企画所属。身長171cm。妻はタレントの山川恵里佳。

## 来歴

### お笑い芸人
関西創価高等学校を経て、創価大学を卒業した。1991年3月、「おさる」の芸名で、大学時代の友人・コアラとお笑いコンビ「アニマル梯団」を結成した。浅井企画からデビューし、『タモリのボキャブラ天国』シリーズ（フジテレビ）の常連キャブラーの一員となる。しかし相方のコアラが三原じゅん子と結婚し、三原の所属事務所へ移籍したため、2000年にコンビを解散した。以来それぞれピンで活動する。
2001年頃の一時期、「おさる&おかん」として母親と共に活動した（ウッチャンナンチャンのウリナリ!!で行われた企画「ウリナリ解散総選挙」へ立候補のため結成した同企画限定のユニット。比例代表制で行われたため立候補にはコンビ結成が必須であった）。
2004年7月4日放送『史上最大の占いバトル　ウンナンVS細木数子!』（TBS）内で、芸名を「モンキッキ」に改名せよと、細木数子に言われた。その瞬間を放送した番組はその年のバラエティー番組の中で最高視聴率である34.1%を叩き出した。その後細木と相談の上、同年8月11日、記者会見で正式に「おさる」から「モンキッキー」への改名を発表した。
2012年11月26日、『笑っていいとも!』の『ウルトラソウル芸人選手権』に出演した際、当日正午付けで旧芸名の「おさる」へ再改名したと発表した。
『所さんの学校では教えてくれないそこんトコロ!』（テレビ東京）では、主に島ロケ担当のレポーターとして、海へ潜っている。
2014年、アニマル梯団を一夜限りで復活させた。2人の間で手応えはあったが、スタッフから2回目の話はなかった。
2017年6月25日、妻・山川恵里佳が出演したテレビ番組『有吉反省会』でのやり取りを契機に、芸名を「モンキッキー」に再改名させられる。なお、これまでの間にも非公式で何度か芸名を変更していたとのことで、「実に6回目の改名」と述べている。
2020年10月13日、再々度「おさる」に改名することをブログで発表した。数日前に自身がキャラクターのパチスロ台「おさるの超悟空CY」が台湾で人気があることにブログで触れ、「こりゃ『おさる』に改名かな笑笑」などと綴っていた。

### 書家
書道の講師をしていた母の影響で4歳から中学入学まで書道を習っており、2008年より書家・松川昌弘に師事し書家・宇都鬼（ウッキー）として活動を開始した。初めて応募した2011年の「第33回東京書作展」で優秀賞を受賞し、2012年の第34回では特選、2013年の第35回で部門特別賞、2014年の第36回で特選を受賞している。また、2013年の第24回永和全国書展では大賞を受賞する など、各賞を受賞 している。命名書や企業の看板、ロゴ、名刺などを手掛け、書のパフォーマンスイベントを開催 するなど、「書道はライフワーク」と語っている。パフォーマンスの際には、筆を執る前に腕立て伏せをするのがお約束となっている。また、2020年GOD GARLICとコラボレーションで自らの書を題材としたTシャツ「明日の事は気にするな！」を発売。2022年には愛知県西警察署一日署長に任命され、イオンタウン名西で株式会社ノダキ社長の野田典嗣と「安心安全書道パフォーマンスキャンペーン」に出演した。
テレビ朝日「中居正広のミになる図書館」美文字大辞典（2013.5.21放送）で、歴代最高得点を記録した。また2013年7月2日の放送で、自らの歴代最高得点を更新した。
2018年2月19日付の日刊ゲンダイDIGITALの記事で、現在の仕事の比率は「ほぼ10割書家」と回答している。

### バレエダンサー
2024年放送のテレビ朝日系列『くりぃむナンタラ』では、バレエのレッスンを受けている娘の影響を受けて、50歳を超えた自らもバレエに挑戦し、2023年に初舞台を踏んだことを打ち明けている。

### 私生活
2007年1月31日付日刊スポーツで、長年レギュラー出演している『PS』（中京テレビ）のロケで知り合い、企画のデートなどが縁で実際に交際をしていたタレントの山川恵里佳との結婚が報じられた。同年2月2日、同日付で婚姻届を提出したことを2人揃って記者会見を行い発表した。
2010年3月11日、第一子（女児）が誕生。2013年3月2日、第二子（男児）が誕生。

## 人物
身長171cm 体重60kg。
高校1年生の時に身長が145cmしかなかったことを見兼ねた母親が、毎日牛乳2Lと煮干し2袋を購入しては全て食べ切る生活を繰り返し、1年間で身長を25cm伸ばした。
幼少期に習っていたヴァイオリン演奏を行い、『ダウンタウンのガキの使いやあらへんで!!』の「ハイテンション・ベストテン」に出演した際に、ハイテンション芸とは別にヴァイオリンで「ヨハン・パッヘルベルのカノン」を演奏し、ダウンタウンの浜田雅功に「そっちの方が面白いやんけ」と言われた。おさるがヴァイオリン、妻の山川がピアノ、夫婦でアンサンブルを得意とする。
妻に頭があがらない。おさるへの笑いのダメ出しが的確なため、妻の山川を師匠と呼んでいる。
テレビ東京で芸人が一芸を披露するという特番で大道芸を披露し、優勝している。2010年の「浅井企画祭」では「第1回浅井企画特技王」に輝いた。

## 持ちギャグ
持ちギャグは「すんまそん」「うれCY」「ありがトーマス」「お願いスマッシュ」「ヤギの氷川きよし」「右利きのイチロー」「左利きのダルビッシュ」「石川遼から五木ひろし」「スフィンクス」「さよならプー」他。

## 筋肉番付での活動
運動能力を活かし筋肉タレントとして活動する。『スポーツマンNo.1決定戦』では本名の「大森晃」名義で初出場で総合2位入賞を果たし、通算3度ファイナルに進出した。『SASUKE』では第1 - 3回大会と3大会連続ファイナリストに輝き、FINAL STAGE連続進出記録は長野誠と並ぶ最高記録である。『筋肉番付』の企画ではタイの現地でムエタイ選手との試合で勝利した。その模様の一部は、PlayStation 2「筋肉番付 マッスルウォーズ21」の特典映像として、ゲーム内である条件を満たすと視聴することが出来る。

### スポーツマンNo.1決定戦
第3回芸能人サバイバルバトル（1998年4月1日放送）
POWER FORCEでは初挑戦で決勝進出を果たし、決勝でケイン・コスギに敗れた。MONSTER BOX 14段、QUICK MUSCLEでは73回目をカウントした時点で体勢が崩れ、必死にこらえるも失格の判定で記録なしに終わる。ただ直後のTAIL IMPOSSIBLEでは最終レースまで残り森脇健児に次ぐ2位の記録を残し、POWER FORCE、MONSTER BOX、TAIL IMPOSSIBLEの3種目で2位の成績を残し、総合順位もNo.1を獲得したケインに次いで総合2位入賞を果たした。
第4回芸能人サバイバルバトル（1998年10月2日放送）
前回総合2位の肩書きを引っさげて挑むも、BEACH FLAGS、THE TUG OF WARで1回戦敗退した。MONSTER BOXでは11段を成功後12段をパスし、13段に挑むも失敗に終わり記録11段に終わった。QUICK MUSCLE終了時点で脱落になるはずが、工藤光一郎の棄権により免れた。しかし直後のDASHで予選敗退に終わり、総合12位で脱落した。
第5回芸能人サバイバルバトル（1999年3月26日放送）
MONSTER BOX 16段、QUICK MUSCLE 93回と2種目で自己記録を更新した。さらにTAIL IMPOSSIBLEでは最終レースでつるの剛士とのデッドヒートの末に勝利し初の種目別No.1を獲得した。同種目終了時点で池谷直樹の後を追いかける形で暫定総合2位に浮上していたが、今大会唯一のパワー系種目であったWORK OUT GUYSで制限時間内にゴールできず失格の憂き目に遭ったことが災いし、総合順位を一気に6位まで落とす。最終順位は総合5位で入賞した。
第6回芸能人サバイバルバトル（2000年3月24日放送）
BEACH FLAGS、POWER FORCEで2回戦に進出した。QUICK MUSCLEでは初の100回超えをマークし、114回の記録で種目別4位と大健闘した。前回失格のWORK OUT GUYSでは段ボール運びで大苦戦を強いられ、2分41秒37でブービータイムに終わる。暫定6位で3度目のファイナル進出を果たし総合順位も6位に入賞した。
第17回芸能人サバイバルバトル（2006年10月4日放送）
6年半のブランクを経て「モンキッキー」名義で出場した。SPIN OFF 1回戦敗退に終わり、MONSTER BOXでも自己記録を下回る記録で試技を終了した。生き残りを懸けたQUICK MUSCLEで124回と自己記録こそ更新したものの、同種目終了時点で総合13位で脱落となった。
芸能人サバイバルバトル
| 大会   | 放送日        | 総合順位 |
| ------ | ------------- | -------- |
| 第3回  | 1998年4月1日  | 2位      |
| 第4回  | 1998年10月2日 | 12位     |
| 第5回  | 1999年3月26日 | 5位      |
| 第6回  | 2000年3月24日 | 6位      |
| 第17回 | 2006年10月4日 | 13位     |

### SASUKE
第1回大会 - 第3回大会
第1回に本名の「大森晃」名義で出場した。おさるの如く軽い身のこなしで1stステージを24.1秒残しでクリアした。2ndステージでは最後のパワー系エリアに苦戦するも超え、0.9秒残しで2nd最後のクリア者となる。3rdステージも危なげなく攻略し迎えたFINALステージでは開始から飛ばすも警告音が鳴った時点で限界を迎え、ゴールまで残り約3mのところでタイムアップとなった。最優秀成績となった（ゼッケン97）。
第2回はゼッケン99番と昇進し髪を金髪に染めて出場した。1stを24.36秒残し、2ndを0.7秒残しでクリアした。迎えた3rdでは最終エリアのパイプスライダーに挑戦した出場者が尽くリタイアするも、一切苦にせずクリアし2大会連続でFINALに進出した。FINALでは残り6mのところでタイムアップとなり、最後は同じくFINALに進出した田中光と握手を交わした。
第3回はゼッケン100番の殿を任され髪を赤く染めて出場した。1stを14.30秒残しでクリアした。2ndも2.0秒残しでクリアし、3rdではパイプスライダーを難なくクリアし3大会連続でFINALに進出した。FINALでは綱登りで疲れ果て、残り約7mのところでタイムアップとなった。またも完全制覇を逃した。
第4回大会 - 第7回大会
第4回はゼッケン99番で出場した。1stで前回超えたはずのローリング丸太でまさかのリタイアを喫した。その際、レールから脱線した丸太が大森の頭部を直撃するハプニングがあった。
第5回もゼッケン99番で出場した。前回屈したローリング丸太を超え、初挑戦のジャンプハングでネットに手を掛けるも、トランポリンの踏み込みが甘かった影響で完全に掴みきれず落水した。
第6回は前々回散ったローリング丸太の4回転目で手が離れまたもリタイアした（ゼッケン81）。
第7回ではゼッケン34番と初めて前半で登場した。ローリング丸太を超えるも、前々回リタイアしたジャンプハングでまたもリタイアを喫した。
第23回大会 - 第24回大会
第23回に「モンキッキー」名義で8年半のブランクを経て久しぶりの出場となった。1stのスタートエリア・十二段跳びで危ないシーンがあったものの、ジャンピングスパイダーまで到達した。トランポリンから壁への張り付きに失敗しリタイアした（ゼッケン80）。
第24回はスタートエリアの十二段跳びで対岸に辿り着くもバランスを崩しまさかのリタイアを喫した（ゼッケン87）。
第37回大会 - 第38回大会
第37回は約9年半のブランクを経て、51歳を迎えて出場した。1stの第3エリア・ウイングスライダーでリタイアした（ゼッケン4、Paraviオリジナル版）。
第38回は初めて「おさる」名義で出場した。山本進悟が並走する中で挑むも、前回超えたローリングヒルの下り部分でローラーを回し敢え無く撃沈した（ゼッケン17、Paraviオリジナル版）。
第40回大会
第40回は第7回以来に本名の「大森晃」名義で出場した。前回リタイアしたローリングヒルは超えたものの、シルクスライダーの着地で勢い余って前方へ落水した（ゼッケン3957）。
大会別成績
| 大会   | ゼッケン | STAGE | 記録                   | 備考                     | 名義         |
| ------ | -------- | ----- | ---------------------- | ------------------------ | ------------ |
| 第1回  | 97       | FINAL | 15m綱登り              | 残り約3m 最優秀成績      | 大森晃       |
| 第2回  | 99       | FINAL | 15m綱登り              | 残り約6m                 | 大森晃       |
| 第3回  | 100      | FINAL | 15m綱登り              | 残り約7m                 | 大森晃       |
| 第4回  | 99       | 1st   | ローリング丸太         | 3回転目                  | 大森晃       |
| 第5回  | 99       | 1st   | ジャンプハング         | 掴み失敗                 | 大森晃       |
| 第6回  | 81       | 1st   | ローリング丸太         | 4回転目                  | 大森晃       |
| 第7回  | 34       | 1st   | ジャンプハング         | 掴み失敗                 | 大森晃       |
| 第23回 | 80       | 1st   | ジャンピングスパイダー | 張り付き失敗             | モンキッキー |
| 第24回 | 87       | 1st   | 十二段飛び             | 対岸でバランスを崩し落水 | モンキッキー |
| 第37回 | 4        | 1st   | ウイングスライダー     | 対岸付近                 | モンキッキー |
| 第38回 | 17       | 1st   | ローリングヒル         | 下り部分。全カット       | おさる       |
| 第40回 | 3957     | 1st   | シルクスライダー       | 着地失敗                 | 大森晃       |

通算成績
| 出場数 | 2nd進出 | 3rd進出 | FINAL進出 | 最優秀成績 |
| ------ | ------- | ------- | --------- | ---------- |
| 12回   | 3回     | 3回     | 3回       | 1回        |

- 2022年 第40回記念大会終了時点

## 出演

### テレビ
過去の出演番組
TBS系列
- 筋肉番付
- SASUKE
- 最強の男は誰だ!壮絶筋肉バトル!!スポーツマンNo.1決定戦
- 夜のせんせい（TBS）第2・9話 - 春本清 役

日本テレビ系列
- メレンゲの気持ち（2000年4月 - 2007年12月）コーナーレギュラー
- 天才!志村どうぶつ園 - レギュラー
- おもいっきりイイ!!テレビ（2007年10月 - 2008年9月）

テレビ朝日系列
- 内村プロデュース

テレビ東京系列
- 所さんの学校では教えてくれないそこんトコロ!（テレビ東京）レポーター
- 激走!GT（テレビ東京）

フジテレビ系列
- 森田一義アワー 笑っていいとも!（1998年4月 - 2001年3月）
- とんねるずのみなさんのおかげでした
- めちゃ2イケてるッ! - 「クイズ濱口優」コーナーレギュラー
- わけありバラエティー みんなのヒミツ（2001年10月22日  - 2002年2月18日、フジテレビ）
- F2-X→F2スマイル（2004年4月 - 2005年9月30日、フジテレビ）火曜日レポーター

その他テレビ局
- PS（中京テレビ）リポーター、スタジオレギュラー
- きになるオセロ（朝日放送テレビ）準レギュラー
- レジェンドバトル（サンテレビ）司会
- モロわん（ニコジョッキー）
- ありがとッ!（2013年2月12日 - 7月、TVKテレビ）火曜レギュラー（妻の山川恵里佳が産休時のリリーフ）
- とと姉ちゃん（2016年、NHK） ‐ 水田正一

### ラジオ
現在のレギュラー番組
- Take on presents おさるのどーでしょう！！！（CBCラジオ、2023年4月1日 - ）

### CM
- サントリー「ビタミンウォーター」『いまいち篇』（2005年11月 - 終了）速水もこみちと共演

## 著書
- 『サバイバル芸人~裸族だんらん~』　日本テレビ出版部、2007年2月、ISBN 4820399810